# 1998 FT70
1998 FT70 är en asteroid i huvudbältet som upptäcktes den 20 mars 1998 av LINEAR i Socorro County, New Mexico.
Asteroiden har en diameter på ungefär 5 kilometer.